# Olympischer Sport-Club Bremerhaven von 1972 1979-1980
Questa voce raccoglie le informazioni riguardanti il Olympischer Sport-Club Bremerhaven von 1972 nelle competizioni ufficiali della stagione 1979-1980.

## Stagione
Nella stagione 1979-1980 il Bremerhaven, allenato da Egon Coordes e Veselin-Bata Tijanic, concluse il campionato di 2. Bundesliga al 18º posto.

## Rosa
| N. |                     | Ruolo | Calciatore          |
| -- | ------------------- | ----- | ------------------- |
|    | Germania (bandiera) | P     | Erich Busch         |
|    | Germania (bandiera) | P     | Jürgen Schneithorst |
|    | Germania (bandiera) | D     | Hans-Joachim Böhm   |
|    | Germania (bandiera) | D     | Manfred Gräber      |
|    | Germania (bandiera) | D     | Holger Hormes       |
|    | Germania (bandiera) | D     | Peter Schultze      |
|    | Germania (bandiera) | D     | Ralf Steinlein      |
|    | Germania (bandiera) | D     | Helmut Trenke       |
|    | Germania (bandiera) | D     | Andreas Waller      |
|    | Germania (bandiera) | C     | Jens Beermann       |
|    | Germania (bandiera) | C     | Franz-Josef Breuer  |
|    | Serbia (bandiera)   | C     | Dušan Bukovac       |

| N. |                     | Ruolo | Calciatore            |
| -- | ------------------- | ----- | --------------------- |
|    | Germania (bandiera) | C     | André Frercks         |
|    | Germania (bandiera) | C     | Peter Freund          |
|    | Germania (bandiera) | C     | Klaus-Dieter Heitmann |
|    | Germania (bandiera) | C     | Rolf Kaemmer          |
|    | Germania (bandiera) | C     | Wolfgang Rolff        |
|    | Marocco (bandiera)  | A     | Mohammed Amiq         |
|    | Germania (bandiera) | A     | Uwe Dreyer            |
|    | Germania (bandiera) | A     | Uwe Groothuis         |
|    | Germania (bandiera) | A     | Bernd Krehl           |
|    | Germania (bandiera) | A     | Paul Linz             |
|    | Germania (bandiera) | A     | Siegmund Marsollek    |
|    | Germania (bandiera) | A     | Wilfried Zander       |

## Organigramma societario
Area tecnica
- Allenatore: Egon Coordes
- Allenatore in seconda:
- Preparatore dei portieri:
- Preparatori atletici:

## Calciomercato

### Sessione estiva
| Acquisti | Acquisti           | Acquisti        | Acquisti |
| R.       | Nome               | da              | Modalità |
| -------- | ------------------ | --------------- | -------- |
| C        | Franz-Josef Breuer | Union Solingen  |          |
| D        | Hans-Joachim Böhm  | Blumenthaler SV |          |

| Cessioni | Cessioni      | Cessioni  | Cessioni |
| R.       | Nome          | a         | Modalità |
| -------- | ------------- | --------- | -------- |
| A        | Volker Ohling | Bremer SV |          |

### Sessione invernale
| Acquisti | Acquisti  | Acquisti     | Acquisti |
| R.       | Nome      | da           | Modalità |
| -------- | --------- | ------------ | -------- |
| A        | Paul Linz | Werder Brema |          |

| Cessioni | Cessioni | Cessioni | Cessioni |
| R.       | Nome     | a        | Modalità |
| -------- | -------- | -------- | -------- |

## Risultati

### 2. Bundesliga

#### Girone di andata
| Arbitro: | Winkler |

|                     |           |                                                                |
| Amiq 53’ Zander 84’ | Marcatori | 7’ (aut.) Groothuis 12’ Hayduk 55’, 65’ (rig.) Schatzschneider |

| Arbitro: | Kasperowski |

|                                 |           |            |
| Wolf 19’, 61’ Petković 30’, 62’ | Marcatori | 82’ Zander |

| Arbitro: | Schön |

|             |           |                |
| Frercks 86’ | Marcatori | 60’ Jendrossek |

| Arbitro: | Brückner |

|                                               |           |  |
| Goll 27’ Gless 67’, 82’ Schuster 73’ Bone 74’ | Marcatori |  |

| Bremerhaven 22 agosto 1979 5ª giornata | Bremerhaven | 0 – 0 referto | Wattenscheid 09 | Nordsee-Stadion (3 500 spett.)\| Arbitro: \| Zittrich \| |
| Arbitro:                               | Zittrich    |               |                 |                                                          |

| Arbitro: | Weber |

|                                 |           |  |
| Laube 13’ Pallaks 63’, 73’, 77’ | Marcatori |  |

| Arbitro: | Assenmacher |

|                                                        |           |                                 |
| Berlau-Kirschstein 14’ Herget 36’ (rig.) Meininger 75’ | Marcatori | 60’ (rig.) Zander 85’ Marsollek |

| Arbitro: | Teichert |

|           |           |                       |
| Rolff 22’ | Marcatori | 40’ Arndt 75’ Bartels |

| Arbitro: | Kespohl |

|                       |           |                           |
| Miß 34’ Lindecker 66’ | Marcatori | 41’, 86’ Zander 54’ Krehl |

| Arbitro: | Niemann |

|  |           |            |
|  | Marcatori | 87’ Knodel |

| Arbitro: | Horeis |

|                                |           |                        |
| Bentrup 25’ Götz 29’ Wloka 78’ | Marcatori | 85’ Kaemmer 88’ Zander |

| Arbitro: | Filipiak |

|                     |           |                 |
| Böhm 23’ Freund 68’ | Marcatori | 53’ (aut.) Böhm |

| Arbitro: | Prinz |

|                             |           |  |
| Lücke 31’ Kosien 90’ (rig.) | Marcatori |  |

| Arbitro: | Schön |

|            |           |                                      |
| Breuer 66’ | Marcatori | 24’, 77’ Sackewitz 47’, 89’ Schröder |

| Arbitro: | Gabor |

|               |           |            |
| Kehr 27’, 52’ | Marcatori | 75’ Freund |

| Arbitro: | Eggers |

|                        |           |                                            |
| Breuer 3’ Schultze 84’ | Marcatori | 2’, 65’ Lehmann 57’ Feilzer 90’ Olaidotter |

| Arbitro: | Risse |

|                 |           |          |
| Stolzenburg 52’ | Marcatori | 65’ Amiq |

| Arbitro: | Wahmann |

|                    |           |  |
| Kaemmer 47’ (rig.) | Marcatori |  |

| Arbitro: | Eschenbach |

|                  |           |                                          |
| Fuchs 32’ (rig.) | Marcatori | 48’ (rig.) Kaemmer 55’ Amiq 90’ Schultze |

#### Girone di ritorno
| Arbitro: | Malbranc |

|                                |           |            |
| Schatzschneider 23’ Hayduk 47’ | Marcatori | 60’ Zander |

| Arbitro: | Heitmann |

|                        |           |            |
| Linz 9’, 34’ Rolff 72’ | Marcatori | 58’ Seiler |

| Arbitro: | Uhlig |

|                                                |           |                                 |
| Schmitz 24’ Schonert 32’, 42’ Ochmann 77’, 88’ | Marcatori | 36’ Rolff 81’ Breuer 85’ Freund |

| Arbitro: | Kopka |

|                    |           |                                       |
| Linz 21’ Rolff 58’ | Marcatori | 13’ Gede 27’ Lütkebohmert 54’ Mödrath |

| Arbitro: | Burgers |

|                                   |           |  |
| Hammes 11’, 64’ Freund 57’ (aut.) | Marcatori |  |

| Arbitro: | Nolte |

|                    |           |           |
| Kaemmer 36’ (rig.) | Marcatori | 19’ Laube |

| Arbitro: | Horstmann |

|  |           |                         |
|  | Marcatori | 20’ Lippens 80’ Diemand |

| Arbitro: | Pauly |

|  |           |                               |
|  | Marcatori | 40’, 47’, 75’ Linz 50’ Zander |

| Arbitro: | Retzmann |

|                    |           |          |
| Linz 80’, 82’, 86’ | Marcatori | 5’ Fagot |

| Arbitro: | Schön |

|                                         |           |          |
| Jochimiak 12’ Tönsfeldt 38’ Neumann 46’ | Marcatori | 55’ Linz |

| Arbitro: | Meijerink |

|                                 |           |  |
| Breuer 3’ Amiq 65’ Schultze 73’ | Marcatori |  |

| Solingen 19 aprile 1980 31ª giornata | Union Solingen | 0 – 0 referto | Bremerhaven | Stadion am Hermann-Löns-Weg (2 000 spett.)\| Arbitro: \| Waltert \| |
| Arbitro:                             | Waltert        |               |             |                                                                     |

| Arbitro: | Barnick |

|                    |           |                |
| Amiq 36’ Rolff 57’ | Marcatori | 86’ Wiesenthal |

| Arbitro: | Niemann |

|                                              |           |  |
| Eilenfeldt 30’, 89’ Sackewitz 54’ Schock 61’ | Marcatori |  |

| Arbitro: | Fiene |

|                                                    |           |  |
| Rolff 25’ Krehl 38’ Dreyer 41’ Schipper 67’ (aut.) | Marcatori |  |

| Arbitro: | Uhlig |

|                                                          |           |  |
| Pieper 29’ Harth 35’, 83’ Rosenfeld 58’ Feilzer 72’, 85’ | Marcatori |  |

| Bremerhaven 18 maggio 1980 36ª giornata | Bremerhaven | 0 – 0 referto | TeBe Berlino | Nordsee-Stadion (2 800 spett.)\| Arbitro: \| Vordanz \| |
| Arbitro:                                | Vordanz     |               |              |                                                         |

| Arbitro: | Wichmann |

|                            |           |         |
| Halbe 9’ (rig.) Bodden 67’ | Marcatori | 4’ Linz |

| Arbitro: | Filipiak |

|            |           |               |
| Frercks 7’ | Marcatori | 77’ Stetskamp |

## Statistiche

### Statistiche di squadra
| Competizione  | Punti | In casa | In casa | In casa | In casa | In casa | In casa | In trasferta | In trasferta | In trasferta | In trasferta | In trasferta | In trasferta | Totale | Totale | Totale | Totale | Totale | Totale | DR  |
| Competizione  | Punti | G       | V       | N       | P       | Gf      | Gs      | G            | V            | N            | P            | Gf           | Gs           | G      | V      | N      | P      | Gf     | Gs     | DR  |
| ------------- | ----- | ------- | ------- | ------- | ------- | ------- | ------- | ------------ | ------------ | ------------ | ------------ | ------------ | ------------ | ------ | ------ | ------ | ------ | ------ | ------ | --- |
| 2. Bundesliga | 27    | 19      | 7       | 5       | 7       | 29      | 27      | 19           | 3            | 2            | 14           | 23           | 52           | 38     | 10     | 7      | 21     | 52     | 79     | -27 |
| Totale        | 27    | 19      | 7       | 5       | 7       | 29      | 27      | 19           | 3            | 2            | 14           | 23           | 52           | 38     | 10     | 7      | 21     | 52     | 79     | -27 |

### Andamento in campionato
| Giornata  | 1  | 2  | 3  | 4  | 5  | 6  | 7  | 8  | 9  | 10 | 11 | 12 | 13 | 14 | 15 | 16 | 17 | 18 | 19 | 20 | 21 | 22 | 23 | 24 | 25 | 26 | 27 | 28 | 29 | 30 | 31 | 32 | 33 | 34 | 35 | 36 | 37 | 38 |
| --------- | -- | -- | -- | -- | -- | -- | -- | -- | -- | -- | -- | -- | -- | -- | -- | -- | -- | -- | -- | -- | -- | -- | -- | -- | -- | -- | -- | -- | -- | -- | -- | -- | -- | -- | -- | -- | -- | -- |
| Luogo     | C  | T  | C  | T  | C  | T  | T  | C  | T  | C  | T  | C  | T  | C  | T  | C  | T  | C  | T  | T  | C  | T  | C  | T  | C  | C  | T  | C  | T  | C  | T  | C  | T  | C  | T  | C  | T  | C  |
| Risultato | P  | P  | N  | P  | N  | P  | P  | P  | V  | P  | P  | V  | P  | P  | P  | P  | N  | V  | V  | P  | V  | P  | P  | P  | N  | P  | V  | V  | P  | V  | N  | V  | P  | V  | P  | N  | P  | N  |
| Posizione | 18 | 20 | 18 | 20 | 20 | 20 | 20 | 20 | 18 | 19 | 20 | 19 | 20 | 20 | 20 | 20 | 19 | 18 | 17 | 18 | 17 | 18 | 18 | 18 | 18 | 18 | 18 | 18 | 18 | 18 | 18 | 18 | 18 | 18 | 18 | 18 | 18 | 18 |

Legenda:

Luogo: C = Casa; T = Trasferta. Risultato: V = Vittoria; N = Pareggio; P = Sconfitta.

### Statistiche dei giocatori
| M. Amiq         | 29 | 5  | 6 | 1 |
| J. Beermann     | 3  | 0  | 0 | 0 |
| F. Breuer       | 19 | 4  | 0 | 0 |
| D. Bukovac      | 8  | 0  | 0 | 0 |
| E. Busch        | 35 | 0  | 0 | 0 |
| H. Böhm         | 36 | 1  | 5 | 0 |
| U. Dreyer       | 32 | 1  | 0 | 1 |
| A. Frercks      | 18 | 2  | 0 | 0 |
| P. Freund       | 22 | 3  | 0 | 0 |
| U. Groothuis    | 9  | 0  | 0 | 0 |
| M. Gräber       | 23 | 0  | 0 | 0 |
| K. Heitmann     | 19 | 0  | 1 | 0 |
| H. Hormes       | 11 | 0  | 1 | 0 |
| R. Kaemmer      | 34 | 4  | 4 | 0 |
| B. Krehl        | 29 | 2  | 1 | 0 |
| P. Linz         | 19 | 11 | 3 | 0 |
| S. Marsollek    | 7  | 1  | 0 | 0 |
| W. Rolff        | 35 | 6  | 4 | 0 |
| J. Schneithorst | 4  | 0  | 0 | 0 |
| P. Schultze     | 27 | 3  | 0 | 0 |
| R. Steinlein    | 17 | 0  | 1 | 0 |
| H. Trenke       | 8  | 0  | 0 | 0 |
| A. Waller       | 3  | 0  | 0 | 0 |
| W. Zander       | 34 | 8  | 7 | 0 |